# Close Quarters Battle Receiver
Close Quarters Battle Receiver (укр. Приймач для ближнього бою, (CQBR) — комплексний набір модифікованої верхньої частини ствольної коробки для карабіна M4A1, розроблений на замовлення ВМС США для ведення бою в обмеженому, стисненому просторі.
Ствол CQBR має довжину 10,3 дюйма (262 мм) (подібно до короткоствольної версії M16 від Colt Commando), що робить зброю значно компактнішою, а отже, полегшує її використання в транспортних засобах та в обмеженому, стисненому просторі. Загальна довжина верхньої частини ствольної коробки становить 19,25 дюймів (489 мм). Зі складеним прикладом загальна довжина зброї становить 26,75 дюймів (679,4 мм). Гвинтівки, створені у вигляді повного комплекту (а не лише верхньої частини ствольної коробки), мають позначення Mk 18 MOD 0/1.
Підрозділи спеціальних операцій використовують CQBR для захисту VIP-персон, ведення бойових дій у міських умовах та інших ситуаціях ближнього бою (CQB).
Попередній національний інвентарний номер (NSN) CQBR був 1005-LL-L99-5996. Тепер карабін, повністю обладнаний для ведення бою в ближньому бою, має номенклатуру NSN 1005-01-527-2288.

## Зміст

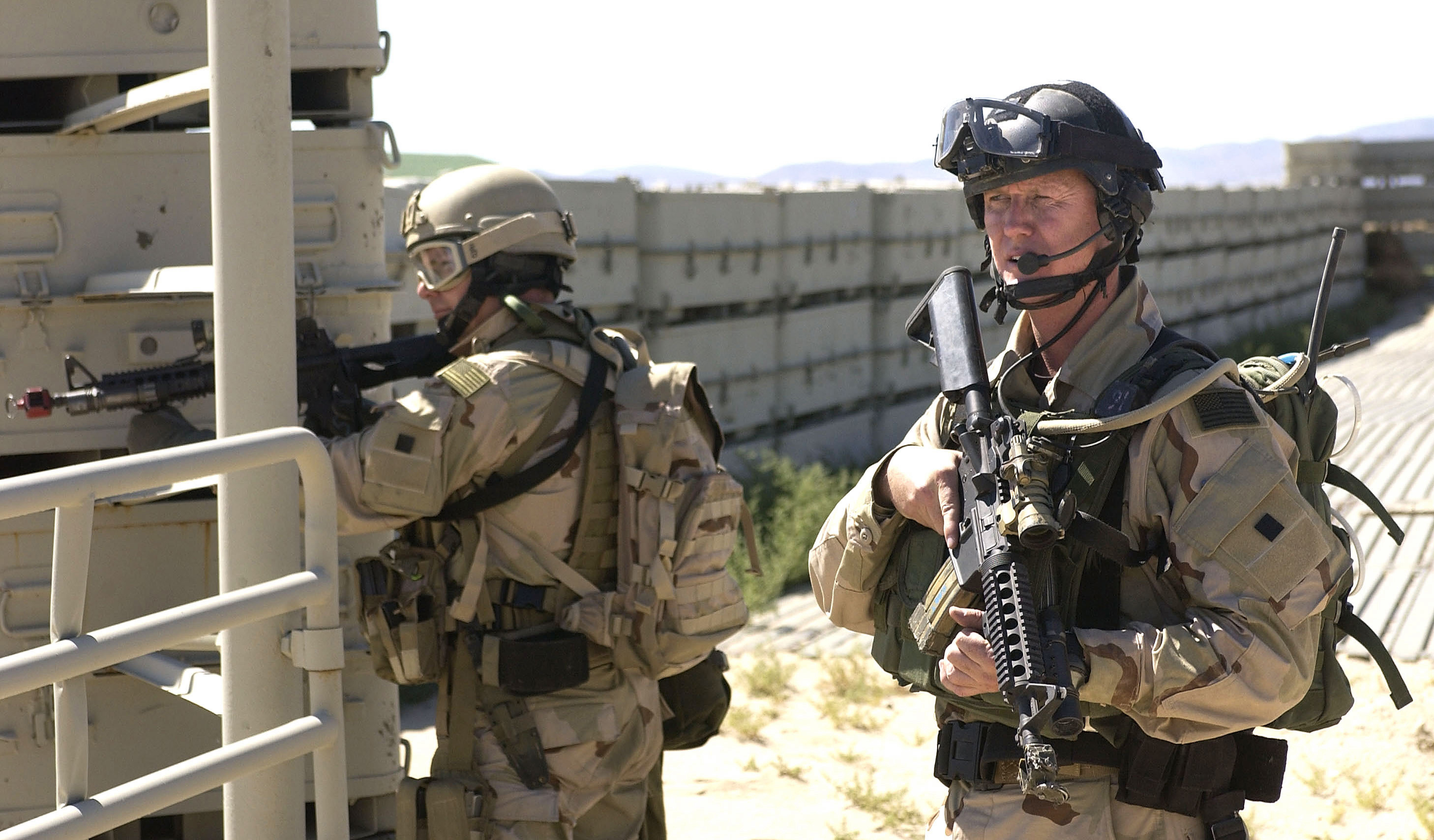
Оператори SEAL, озброєні CQBR, на навчаннях на військовій базі Фоллон, Невада. 7 серпня 2003

Карабіни M4 і M16 не дуже ідеально підходять для місій через їх відносно довгі стволи, але модульність гвинтівок типу AR дозволяє оператору легко замінити верхню ствольну коробку. Один із двох запропонованих приймачів спеціальних місій, які планувалося включити в комплект SOPMOD Block II, CQBR розроблявся в ініціативному порядку. Як і запропонована напівавтоматична марксменська гвинтівка Mk 12 Special Purpose Rifle, бойовий приймач CQBR був більш-менш прийнятий відділом Crane Naval Surface Warfare Centre (часто його називають NSWC-Crane або просто «Crane») як власний проект після видалення CQBR з програми SOPMOD. Подібно до того, як ствольна коробка Mk 12 (SPR) перетворилася на гвинтівку спеціального призначення та була класифікована як Mk 12 MOD 0/1, повний карабін, оснащений CQBR, був класифікований як Mk 18 MOD 0 або Mk 18 MOD 1 з безприцільним газовим блоком і повнорозмірним комплектом рейок.
Основне призначення CQBR — надати операторам зброю розміром з пістолет-кулемет, але яка стріляє проміжним патроном, для таких видів бойових дій, як охорона VIP-персон, ведення стрільби у міських умовах та інших ситуаціях ближнього бою. CQBR розроблено для покращення попередньої зброї типу AR-15/M16 у цій категорії. CQBR зазвичай випускається як повноцінний комплект зброї, а не просто верхня ствольна коробка. Колись CQBR був доступний лише для підрозділів спеціальних операцій ВМС США (і, відповідно, інших підрозділів Сил спеціальних операцій США), але Mk 18 MOD 0 став загальною проблемою для місій відвідування, висадки, пошуку та захоплення (VBSS) і, як 2006 року для агентів NCIS, які розгортаються в зонах активних бойових дій Mk 18 також використовується спеціалізованими силами реагування Берегової охорони та тактичними правоохоронними групами та операторами зі знешкодження вибухонебезпечних предметів (EOD) ВМС США. CQBR також використовують розвідувальні групи морської піхоти та оператори підвищеної кваліфікації з MARSOC, і в більшості випадків це стандартна зброя для зазначених операторів, де дальність стрільби M4 не є критично важливою.